# بند مهار
بند مهار مربوط به دوره ساسانیان - سده‌های اولیه و میانه دوران‌های تاریخی پس از اسلام است و در شهرستان اسفراین، بخش مرکزی، دهستان آذری، ۴ کیلومتری شرق روستای کلاته سنجر واقع شده و این اثرو در تاریخ ۱۸ شهریور ۱۳۸۷ با شمارهٔ ثبت ۲۳۲۹۹ به‌عنوان یکی از آثار ملی ایران به ثبت رسیده است.